# Katona Szabó Erzsébet
Katona Szabó Erzsébet (Kolozsvár, 1952. szeptember 5. – Gödöllő, 2024. február 5.) Ferenczy Noémi-díjas magyar textilművész és látványtervező, érdemes művész. A Magyar Művészeti Akadémia Iparművészeti Tagozatának tagja (2004).

## Életpályája
Egy évig a kolozsvári Balettintézetbe járt, majd a marosvásárhelyi Kultúrpalotában működő művészeti középiskolában érettségizett (1971). A Kultúrpalota domborművei, festett üvegablakai, freskói mély benyomást tettek rá. Felsőfokú tanulmányokat a kolozsvári Ion Andreescu Képzőművészeti Főiskolán (1971-1975) folytatott gobelin szakon. Mestere Bene József volt. A diploma megszerzése után a marosvásárhelyi bőr- és kesztyű gyárban (1975-1976) dolgozott tervezői beosztásban, új tervei nem valósulhattak meg, mert mindig ugyanazokat a tömegárukat gyártották, viszont behatóan megismerkedett a bőrrel, mint anyaggal.
A bőrgyárból sikerült átkerülnie a marosvásárhelyi Állami Bábszínházhoz, ahol díszlet- és bábtervezőként működött 1976 és 1981 között. 1983-ban települt át Magyarországra, Gödöllőn él és alkot, mint szabadfoglalkozású iparművész. Sokat tett a gödöllői művésztelep hagyományainak folytatásáért, mint a Kézműves Műhely munkájának szervezője. Motívumkincseit a kalotaszegi, székely és a magyarországi népművészeti hagyományokból merítette, de gyakran fordult egyetemes folklór hagyományokhoz is.
Kikísérletezte, hogy az egyes motívumok hogyan érvényesülnek különböző anyagokon és különböző technikákkal. Kezdettől fogva készített falikárpitokat, bőrruhákat. Budapesten 1983-ban a Műcsarnokban aratta első komoly sikerét két bőrruhával A tervezés értékteremtés című Országos Iparművészeti Kiállításon. 1986-ban egyéni kiállítást rendeztek a Dorottya utcai Galériában ruhakollekcióiból és növényi ornamentikájú gobelinjeiből, mindkét műfajjal elnyerte a közönség és a szakértők tetszését. Sorban alkotta természet után gobelinjeit (Ezüst erdő, Aranyerdő, Gyémánterdő). Aqua Terra Herba című gobelinjét a millecentenárium (1996) alkalmából tervezte. Megszervezte még a Kárpit határok nélkül című alkotás munkálatait, 46 textilművész összmunkája révén jött létre, s a Kulturális Minisztérium előterében nyert elhelyezést.
Az 1990-es években hatalmas, több részből álló, s tovább folytatható a bőrkárpitot tervezett, ma ennek egy része a belgiumi Turnhout város tanácstermében látható. A fő anyag, amelyet ezekben az évtizedekben megmunkált, a bőr, amelyet hol kárpitnak, hol ruhának, hol meg éppen zászlónak lényegített át, s szinte mindig nagy sikerrel, itthon és külföldön. A 2000-es években is a bőrök színeivel és technikai megmunkálásával (Éjszakai város, Napsütötte város, 2009) és bőrkollázsaival, később papírkollázsaival tűnt fel.
Katona Szabó Erzsébet 1976 óta állított ki, kárpitjai egyes középületek enteriőrjét díszítik itthon és külföldön, az említetteken túl például Brüsszelben az ABB Biztosító Társaság központi irodáját. A Gödöllői Iparművészeti Műhely vezetője és a Műhely által rendezett kiállítások látványtervezője volt.

## Kiállításai (válogatás)[3]

### Egyéni
- 1976 • Apollo Galéria, Marosvásárhely • Petőfi Művelődési Ház, Bukarest
- 1986 • Dorottya u. Galéria, Budapest (katalógussal)
- 1987 • Uitz Terem, Dunaújváros
- 1990 • Kunstmuseum, Holstebro (Dánia) • Művelődési Központ, Szolnok (Attalai Zitával, Faragó Tündével)
- 1997 • Vigadó Galéria, Budapest (katalógussal)
- 1998 • Nemzeti Történeti Emlékpark, Ópusztaszer
- 2003 • Bőrkollázsok, Vigadó Galéria, Budapest
- 2006 • Katona Szabó Erzsébet textilművész és Szőcs Miklós TUI szobrászművész kiállítása, Pesterzsébeti Múzeum – Gaál Imre Galéria, Budapest
- 2009 • Katona Szabó Erzsébet bőrkollázsai, Art 9 Galéria, Budapest
- 2010 • Üzenetek William Shakespeare-től – Katona Szabó Erzsébet textilművész papírkollázsai és Kodolányi Gyula költő és műfordító verskollázsai, Országos Széchényi Könyvtár, Budapest

### Öltözékbemutatók, látványrendezés
- 1996 • Pompa és Ábránd, Királyi Kastély, Lovarda, Gödöllő
- 1997 • Élő Kiállítás, Pesti Vigadó • Palota udvar, Budai Vár • Ezüst-Fehér-Arany, Magyar Iparművészeti Múzeum, Budapest.

### Csoportos
- 1976 • Ruhatervező iparművészek kiállítása, Apollo Galéria, Marosvásárhely
- 1979, 1982 • Országos Díszlettervező Triennálé, Dalles T., Bukarest *1982 • Nemzetközi Díszlettervező Quadriennálé, Prága
- 1983 • A tervezés értékteremtés. Országos Iparművészeti kiállítás, Műcsarnok, Budapest
- 1985 • Magyar Gobelin 1945-1985, Műcsarnok, Budapest
- 1986 • Gobelin 14, Vigadó Galéria, Budapest
- 1987 • Gobelin 14, Csók Galéria, Budapest • Skandinávia divatja, Koppenhága
- 1988 • Tavaszi Tárlat, Magyar Képzőművészek és Iparművészek Szövetsége, Műcsarnok, Budapest • Gobelin 14, Művelődési Központ, Siófok • Skandinávia divatja, Koppenhága
- 1989 • Téli Tárlat, Magyar Képzőművészek és Iparművészek Szövetsége, Műcsarnok, Budapest • Gobelin 14, Theatergalerie im Karlshof, München • Skandinávia divatja, Koppenhága
- 1991 • Ferenczy család, Vigadó Galéria, Budapest • Murális Magyar Textilek, Abbaye de l'Epau (Franciaország)
- 1992 • Modern Etnikum I., Collegium Hungaricum, Bécs • Modern Etnikum II., Árkád Galéria, Budapest
- 1993 • Modern Etnikum III., Árkád Galéria, Budapest • Modern Etnikum, Magyar Kulturális Központ, Prága • Élő Gobelin I., Művelődési Központ, Gödöllő
- 1994 • Magyar hagyományok az öltözködésben, Iparművészeti Múzeum, Budapest • 13. Magyar Textilbiennále (Fal- és Tértextil Biennále), Szombathelyi Képtár, Szombathely • Megtartó Erő, Művelődési Központ, Gödöllő
- 1996 • 14. Magyar Textilbiennále (Fal- és Tértextil Biennálé), Szombathelyi Képtár, Szombathely • A 14. Textilbiennále vendégkiállítása, Királyi Kastély, Lovarda, Gödöllő • Pompa és Ábránd. Öltözékbemutató, Királyi Kastély, Lovarda, Gödöllő
- 1997 • Élő Gobelin II., Művelődési Központ, Gödöllő • Képes Kárpitok. Gobelin '97, Tábornokház, Eger • PELSO '97, Balatoni Fesztivál • I. Kerámia és Gobelin kiállítás, Balatoni Múzeum, Keszthely • Textil-tér, Kapisztrán tér • Karácsony. Iparművészeti kiállítás, Dorottya u. Galéria, Budapest
- 1998 • 15. Magyar Textilbiennále (Fal- és Tértextil Biennále), Szombathelyi Képtár, Szombathely • 1. Nemzetközi Zászló Biennálé, Szombathely • Gödöllői Iparművészeti Műhely kiállítása, Alkotóház, Gödöllő • Kéz-Mű a Múzeumban, Magyar Iparművészeti Múzeum, Budapest • Szolgáló Tárgyaink, Magyar Iparművészeti Múzeum, Budapest • Csend. Textilkiállítás, Vigadó Galéria, Budapest
- 2006 • A szellem láthatatlan lénnyé válása,[4] Duna Múzeum, Esztergom • Flört, Nemzeti Táncszínház Kerengő Galériája, Budapest
- 2008 • Világok találkozása – valódi és virtuális terekben – Barabás Márton, Katona Szabó Erzsébet és Orosz István műveiben, Pataky Művelődési Központ, Budapest
- 2010 • A mi képeink – Szikora Tamás és barátainak kiállítása, Pelikán Galéria, Székesfehérvár

## Művei közgyűjteményekben (válogatás)
- Maros megyei Múzeum (Románia)
- Kunstmuseum, Holstebro (Dánia)
- Iparművészeti Múzeum, Budapest
- Városháza, Gödöllő

## Társasági tagság
- Textilművészeti Alapítvány alelnöke (1990-es évek közepe)
- Gödöllői Iparművészeti Műhely vezetője (1998 óta)

## Díjak, elismerések
- Városi Tanács Díja, (Gödöllő, 1985 és 1987)
- 14. Magyar Textilművészeti Biennálé díja (1996)
- Országos Műszaki Fejlesztési Bizottság nívódíja (1997)
- Ferenczy Noémi-díj (2000)
- Érdemes művész[2] (2021)